# Leucocnemis silveroides
Leucocnemis silveroides là một loài bướm đêm trong họ Noctuidae.